# بخش پتنا
بخش پتنا (به انگلیسی: Patna division) یک منطقهٔ مسکونی در هند است که در بیهار واقع شده‌است. بخش پتنا ۱۶٬۹۶۰ کیلومتر مربع مساحت و ۱۷٬۶۶۲٬۶۱۸ نفر جمعیت دارد.